# Adrien Théaux
Adrien Théaux (* 18. September 1984 in Tarbes, Hautes-Pyrénées) ist ein französischer Skirennläufer. Er ist auf die Disziplinen Abfahrt und Super-G spezialisiert. Bisher gewann er drei Weltcuprennen und eine Bronzemedaille bei den Weltmeisterschaften 2015.

## Biografie
Théaux wuchs im Wintersportort La Mongie auf. Seine Eltern betrieben eine Boutique am Col du Tourmalet, zusätzlich arbeitete sein Vater als Skilehrer. Da in den Pyrenäen keine Möglichkeit bestand, die schulische Ausbildung mit Skitraining zu verbinden, zog die Familie nach Val Thorens um, als er 13 Jahre alt war. Sein älterer Bruder Timothée, den er als Vorbild bezeichnet, war bereits ein Jahr zuvor dorthin gezogen. Ab November 1999 nahm Théaux an FIS-Rennen und nationalen Meisterschaften teil, Einsätze im Europacup folgten ab Dezember 2002. Der erste Sieg in einem FIS-Rennen gelang ihm im Januar 2003. Zu Beginn seiner Karriere noch auf Slalom und Riesenslalom spezialisiert, wandte er sich im Laufe der nächsten Jahre allmählich den schnellen Disziplinen zu.
Sein Weltcup-Debüt hatte Théaux am 28. Februar 2004 beim Riesenslalom von Kranjska Gora, wo er Platz 48 belegte. Als 19. der Super-Kombination von Val-d’Isère holte er am 11. Dezember 2005 erstmals Weltcuppunkte. In der Folge klassierte er sich sporadisch in den Punkterängen, ein Spitzenergebnis blieb aber vorerst aus. Bei seinem ersten Großereignis, den Weltmeisterschaften 2007 in Åre war Platz 23 in der Super-Kombination sein bestes Ergebnis. Zu Beginn der Saison 2007/08 fuhr Théaux als Achter der Abfahrt von Lake Louise erstmals unter die besten zehn, das nächste Mal aber erst wieder am Ende des Winters 2008/09. Bei den Weltmeisterschaften 2009 in Val-d’Isère erreichte er als bester Franzose den fünften Platz in der Abfahrt. Auch in der Weltcupsaison 2009/10 fuhr er zweimal unter die schnellsten zehn. Zweimal war er auch bester Franzose bei den Olympischen Winterspielen 2010 in Vancouver mit Platz zwölf in der Super-Kombination und Rang 13 im Super-G.
Am 4. Dezember 2010 erzielte Théaux erstmals eine Weltcup-Podestplatzierung, als Zweitplatzierter des Super-G in Beaver Creek. Erneut auf dem Podium stand er am 22. Januar 2011 als Dritter des traditionsreichen Abfahrtsklassiker auf der Streif in Kitzbühel. Bei den Weltmeisterschaften 2011 in Garmisch-Partenkirchen wurde er Zehnter im Super-G, schied aber in der Abfahrt aus. Sein erster Sieg gelang ihm in der Abfahrt des Weltcupfinales in Lenzerheide am 16. März 2011. Es war dies der erste Weltcup-Abfahrtssieg eines Franzosen seit mehr als vier Jahren; zuletzt hatte Pierre-Emmanuel Dalcin im Januar 2007 gewonnen. Auch in der darauf folgenden Saison 2011/12 stand Théaux mehrmals auf dem Podest, einmal als Zweiter (in Crans-Montana) und zweimal als Dritter (in Lake Louise und Sotschi).
Mitte September 2012 verletzte sich Théaux während des Trainingslagers in Chile das Handgelenk an einer Torstange. Er kehrte nach Frankreich zurück, um sich operieren zu lassen und musste daraufhin eine sechswöchige Pause einlegen. Dessen ungeachtet erzielte er zu Saisonbeginn einen zweiten Platz im Super-G von Lake Louise. Der weitere Saisonverlauf war durchzogen. So kam er bei den Weltmeisterschaften 2013 in Schladming nicht über Platz 9 im Super-G hinaus. Drei Wochen später, am 2. März 2013, gelang ihm etwas unerwartet der zweite Weltcupsieg in der Abfahrt von Kvitfjell. Die Saison 2013/14 begann für Théaux gut, mit Platz 3 in der Abfahrt von Lake Louise und im Super-G von Gröden. Daraufhin folgten zwei vierte Plätze, weshalb er vor den Olympischen Winterspielen 2014 zum erweiterten Favoritenkreis zählte. Die olympischen Rennen endeten für ihn jedoch enttäuschend, Platz 11 im Super-G war sein bestes Ergebnis. In der letzten Weltcupabfahrt der Saison in Lenzerheide erlitt er eine weitere Handgelenkfraktur.
Auf die Saison 2014/15 hin nahm Théaux einen Materialwechsel. Nachdem er zuvor stets mit Salomon-Skis gefahren war, vertraute er nun auf Head. Die ersten Ergebnisse des Winters waren nicht vielversprechend, doch kurz vor den Weltmeisterschaften 2015 fand ihr seine Topform wieder. Auf der Birds of Prey in Beaver Creek gewann er am 5. Februar die Bronzemedaille im Super-G, hinter Hannes Reichelt und Dustin Cook. Zwei Wochen nach den Weltmeisterschaften belegte Théaux im Super-G von Saalbach-Hinterglemm den zweiten Platz. Seinen dritten Weltcupsieg feierte er am 29. Dezember 2015 bei der Abfahrt von Santa Caterina. Im weiteren Verlauf der Saison 2015/16 kam ein dritter Platz bei der Lauberhornabfahrt in Wengen hinzu.
Théaux’ bestes Ergebnis in der Weltcupsaison 2016/17 war ein vierter Platz in Gröden, außerdem klassierte er sich dreimal als Fünfter. Wenig überzeugend waren seine Leistungen bei den Weltmeisterschaften 2017 in St. Moritz, wo er nicht über Platz 9 in der Kombination hinauskam und in der Abfahrt nur den 27. Platz belegte. Auch in der Saison 2017/18 war ein vierter Platz sein bestes Weltcupergebnis, dieses Mal im Super-G von Beaver Creek. Insgesamt standen in diesem Winter sieben Top-10-Ergebnisse zu Buche. Eine weitere Enttäuschung waren die Olympischen Winterspiele 2018 in Pyeongchang, mit Platz 15 im Super-G und Platz 26 in der Abfahrt. Bei den Weltmeisterschaften 2019 in Åre verpasste er als Fünfter der Abfahrt nur knapp eine Medaille.
Mitte November 2021 zog sich Théaux bei einem Sturz im Training in Copper Mountain, Colorado, laut dem französischen Skiverband Fédération Française de Ski, Brüche am linken Ellbogen sowie am rechten Schienbein und Knöchel zu. Dies bedeutete das Aus für den alpinen Skiweltcup 2021/22 sowie die Olympischen Winterspiele 2022. Ein weiterer, schwerer Rückschlag für den Franzosen, der im Januar 2020 einen Kreuzbandriss im rechten Knie erlitt.

## Erfolge

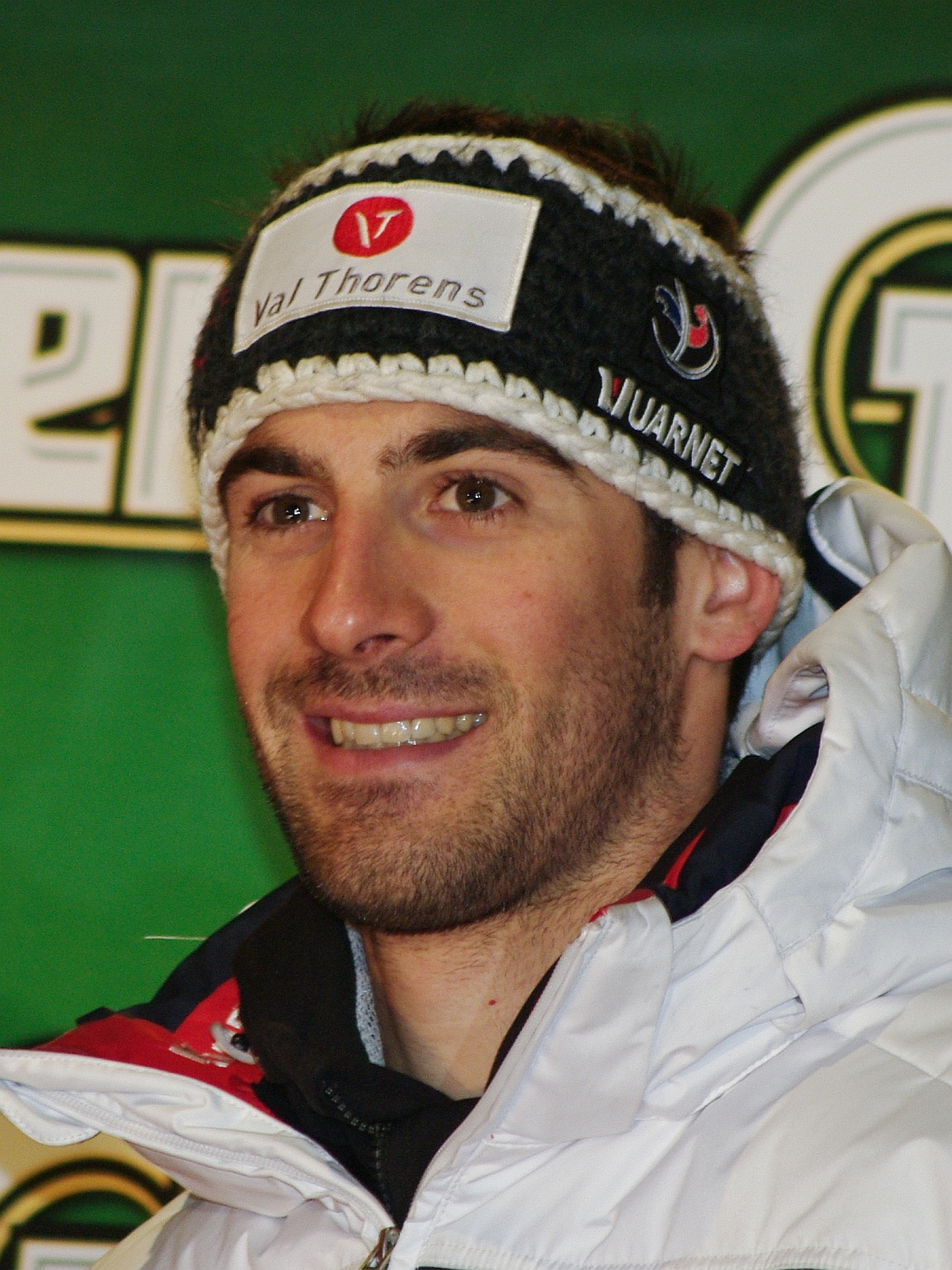
Théaux im Februar 2011

### Olympische Spiele
- Vancouver 2010: 12. Super-Kombination, 13. Super-G, 16. Abfahrt
- Sotschi 2014: 11. Super-G, 17. Super-Kombination, 18. Abfahrt
- Pyeongchang 2018: 15. Super-G, 26. Abfahrt

### Weltmeisterschaften
- Åre 2007: 23. Super-Kombination, 26. Super-G
- Val-d’Isère 2009: 5. Abfahrt, 21. Super-G
- Garmisch-Partenkirchen 2011: 10. Super-G
- Schladming 2013: 9. Super-G, 10. Abfahrt
- Vail/Beaver Creek 2015: 3. Super-G, 8. Abfahrt
- St. Moritz 2017: 9. Alpine Kombination, 16. Super-G, 27. Abfahrt
- Åre 2019: 5. Super-G, 15. Abfahrt
- Courchevel 2023: 34. Abfahrt
- Saalbach-Hinterglemm 2025: 32. Abfahrt

### Weltcup
- 13 Podestplätze, davon 3 Siege:

| Datum             | Ort                     | Land     | Disziplin |
| ----------------- | ----------------------- | -------- | --------- |
| 16. März 2011     | Lenzerheide             | Schweiz  | Abfahrt   |
| 2. März 2013      | Kvitfjell               | Norwegen | Abfahrt   |
| 29. Dezember 2015 | Santa Caterina Valfurva | Italien  | Abfahrt   |

### Weltcupwertungen
| Saison  | Gesamt | Gesamt | Abfahrt | Abfahrt | Super-G | Super-G | Riesenslalom | Riesenslalom | Kombination | Kombination | City Event | City Event |
| Saison  | Platz  | Punkte | Platz   | Punkte  | Platz   | Punkte  | Platz        | Punkte       | Platz       | Punkte      | Platz      | Punkte     |
| ------- | ------ | ------ | ------- | ------- | ------- | ------- | ------------ | ------------ | ----------- | ----------- | ---------- | ---------- |
| 2005/06 | 115.   | 19     | –       | –       | –       | –       | –            | –            | 31.         | 19          | –          | –          |
| 2006/07 | 98.    | 38     | –       | –       | 42.     | 10      | –            | –            | 27.         | 28          | –          | –          |
| 2007/08 | 61.    | 123    | 27.     | 76      | 43.     | 7       | –            | –            | 26.         | 40          | –          | –          |
| 2008/09 | 44.    | 191    | 18.     | 150     | 33.     | 20      | –            | –            | 27.         | 21          | –          | –          |
| 2009/10 | 28.    | 249    | 27.     | 68      | 16.     | 110     | 41.          | 13           | 19.         | 58          | –          | –          |
| 2010/11 | 12.    | 512    | 6.      | 265     | 10.     | 175     | –            | –            | 15.         | 72          | –          | –          |
| 2011/12 | 14.    | 628    | 11.     | 279     | 9.      | 219     | –            | –            | 8.          | 115         | 9.         | 15         |
| 2012/13 | 15.    | 443    | 7.      | 232     | 5.      | 191     | –            | –            | 18.         | 20          | –          | –          |
| 2013/14 | 16.    | 397    | 10.     | 248     | 16.     | 113     | –            | –            | 13.         | 36          | –          | –          |
| 2014/15 | 22.    | 365    | 18.     | 160     | 7.      | 190     | –            | –            | 22.         | 15          | –          | –          |
| 2015/16 | 11.    | 714    | 7.      | 370     | 7.      | 248     | –            | –            | 6.          | 96          | –          | –          |
| 2016/17 | 22.    | 340    | 9.      | 233     | 17.     | 107     | –            | –            | –           | –           | –          | –          |
| 2017/18 | 18.    | 407    | 9.      | 238     | 10.     | 169     | –            | –            | –           | –           | –          | –          |
| 2018/19 | 32.    | 258    | 18.     | 125     | 15.     | 133     | –            | –            | –           | –           | –          | –          |
| 2019/20 | 47.    | 163    | 19.     | 108     | 21.     | 55      | –            | –            | –           | –           | –          | –          |
| 2020/21 | 84.    | 67     | 29.     | 44      | 41.     | 23      | –            | –            | –           | –           | –          | –          |
| 2022/23 | 58.    | 129    | 20.     | 123     | 59.     | 6       | –            | –            | –           | –           | –          | –          |
| 2023/24 | 65.    | 99     | 23.     | 79      | 41.     | 20      | –            | –            | –           | –           | –          | –          |
| 2024/25 | 74.    | 87     | 28.     | 57      | 36.     | 30      | –            | –            | –           | –           | –          | –          |

### Junioren-Weltmeisterschaften
- Serre Chevalier 2003: 13. Super-G, 48. Abfahrt
- Maribor 2004: 6. Kombination, 11. Abfahrt, 10. Riesenslalom, 11. Slalom, 38. Super-G

### Weitere Erfolge
- 10 französische Meistertitel (Super-G 2007, 2009, 2010, 2011, 2013, 2015 und 2017; Abfahrt 2010, 2012 und 2013)
- 9 Podestplätze im South American Cup, davon 3 Siege
- 9 Siege bei FIS-Rennen